# Chango (Volk)
Chango (auch Camanchacos oder Camanchangos) ist die Bezeichnung für die präkolumbischen Einwohner und deren Nachfahren an der südperuanischen und nordchilenischen Küste im Westen Südamerikas. Über das überwiegend vom Fischfang und der Landwirtschaft lebende Volk finden sich nur spärliche Quellen und ist somit recht wenig bekannt. Sie sind heute ausgestorben bzw. assimiliert.

## Name und Siedlungsgebiet

Hauptsiedlungsgebiet der Changos

Der ursprüngliche Name Camanchacos geht wohl auf den Camanchaca, den typischen Küstennebel an der Küste der Atacamawüste, zurück. (Camanchaca heißt Nebel auf Aymara).
Die Spanier nannten sie Chango. Der Name bezog sich dabei auf diverse indigene Gruppen, die überwiegend vom Fischfang lebten. Im Laufe der Zeit wurde der Begriff „Chango“ zu einem Sammelbegriff im ethnischen, geographischen und auf die Lebensweise bezogenen Sinn. Bei dieser Zusammenfassung wurde weitgehend unberücksichtigt gelassen, inwieweit sich einzelne Bevölkerungsgruppen und Stämme kulturell und technologisch voneinander unterschieden.
In Wirklichkeit muss man beispielsweise für den Norden Chiles ein komplexes Stammesgefüge in einem multiethnischen System annehmen, insbesondere nachdem die Inka unter Huayna Cápac das Gebiet in ihr Reich eingliederten. Der Begriff Changos kann also weniger zur Hervorhebung einer ethnischen Identität als vielmehr zur Beschreibung einer Lebensweise als Fischergesellschaft in einem gewissen geographischen Raum gesehen werden.

Übersicht über die an der Pazifikküste beheimateten indigen Ethnien.

Die Chango lebten – mit Siedlungsschwerpunkt an der Küste – im heutigen Süden von Peru und Norden von Chile, etwa zwischen den Städten Camaná und Coquimbo, in Chile aber auch noch vereinzelt südlich davon.

## Lebensweise
Die Chango lebten als Fischer und Sammler von Meeresfrüchten und Vogeleiern und jagten Robben. Es bestanden wohl auch Handelsbeziehungen zu den im Landesinneren lebenden Inka. Die spanischen Quellen heben ihre „primitive Lebensweise“ hervor. Im Erwachsenenalter wurden die Männer durchschnittlich 1,60 Meter und die Frauen 1,45 Meter groß.

## Aussterben bzw. Assimilation
Die Chango die am Rio Loa um 1866 lebten nannten sich Sinquilla, Llombeque, Seyama, Vilayo, Casana, Capollo, Cissama, Llapa, Huaca und Sullo. Zuletzt lebten noch Chango in Paposo südlich von Antofagasta und in La Quiaca in Tacna. Etwa seit 1890 gelten die Chango als ausgestorben. Es leben noch Nachfahren, die sich mit anderen Gruppen vermischt und in die Mehrheitsgesellschaft assimiliert haben.